# Institutul de Metale Neferoase și Rare
Institutul de Metale Neferoase și Rare (IMNR) este un institut de cercetare din România deținut de Statul Român.
La data de 1 iulie 1966, s-au unit colective de cercetare din ICEM și ICECHIM și un colectiv de proiectare din IPRAN înființând Institutul de Metale Neferoase și Rare – IMNR.
La sfârșitul anului 2004, prin hotărâre de guvern, IMNR devine Institutul Național de Cercetare – Dezvoltare pentru Metale Neferoase și Rare, INCDMNR – IMNR, un institut care participă direct la stabilirea Strategiei Naționale de Dezvoltare Durabilă a ramurii de Metalurgie Neferoasă și a cercetării științifice în domeniu.